# Championnats d'Afrique d'haltérophilie 2010
Navigation
Édition précédente Édition suivante
Les Championnats d'Afrique d'haltérophilie 2010  sont la 21e édition des Championnats d'Afrique d'haltérophilie. Ils se déroulent du 3 au 6 août 2010 à Yaoundé au Cameroun.

## Médaillés

### Hommes
| Catégorie   | Or                            | Argent                               | Bronze                             |       |       |
| 56 kg       | 56 kg                         | 56 kg                                | 56 kg                              | 56 kg | 56 kg |
| ----------- | ----------------------------- | ------------------------------------ | ---------------------------------- | ----- | ----- |
| Arraché     | Zied Gugannouni 103 kg        | El-Habib Lariki 100 kg               | Suhib Al Tubal 100 kg              |       |       |
| Épaulé-jeté | El-Habib Lariki 128 kg        | Zied Gugannouni 128 kg               | Anrich Morico Phillips 118 kg      |       |       |
| Total       | Zied Gugannouni 231 kg        | El-Habib Lariki 228 kg               | Suhib Al Tubal 217 kg              |       |       |
| 62 kg       |                               |                                      |                                    |       |       |
| Arraché     | Amor Ben Saada 122 kg         | Alphonso Adonis 103 kg               | Charles Ssekyaaya 100 kg           |       |       |
| Épaulé-jeté | Amor Ben Saada 140 kg         | Charles Ssekyaaya 135 kg             | Alphonso Adonis 132 kg             |       |       |
| Total       | Amor Ben Saada 262 kg         | Charles Ssekyaaya 235 kg             | Alphonso Adonis 235 kg             |       |       |
| 69 kg       |                               |                                      |                                    |       |       |
| Arraché     | Njuh Venatius 126 kg          | Jean-Baptiste Yanou Ketchanke 125 kg | Hamza Jomni 122 kg                 |       |       |
| Épaulé-jeté | Hamza Jomni 155 kg            | Njuh Venatius 155 kg                 | Otsile Greg Shushu 150 kg          |       |       |
| Total       | Njuh Venatius 281 kg          | Hamza Jomni 277 kg                   | Otsile Greg Shushu 271 kg          |       |       |
| 77 kg       |                               |                                      |                                    |       |       |
| Arraché     | Ramzi Bahloul 156 kg          | Amir Belhout 141 kg                  | Saddam Messaoui 127 kg             |       |       |
| Épaulé-jeté | Ramzi Bahloul 185 kg          | Amir Belhout 163 kg                  | Petit David Minkoumba 157 kg       |       |       |
| Total       | Ramzi Bahloul 341 kg          | Amir Belhout 304 kg                  | Petit David Minkoumba 283 kg       |       |       |
| 85 kg       |                               |                                      |                                    |       |       |
| Arraché     | Abdallah Mekki 135 kg         | Alosh Musaab 131 kg                  | Abdulmoneim Elwaddani 130 kg       |       |       |
| Épaulé-jeté | Abdallah Mekki 160 kg         | Terence Nigel Dixie 160 kg           | Abdellatif Yamil 156 kg            |       |       |
| Total       | Abdallah Mekki 295 kg         | Terence Nigel Dixie 286 kg           | Abdulmoneim Elwaddani 281 kg       |       |       |
| 94 kg       |                               |                                      |                                    |       |       |
| Arraché     | Mohamed Amine Doghmane 158 kg | Mohamed Eshtiwi 152 kg               | Maamar Boudani 142 kg              |       |       |
| Épaulé-jeté | Mohamed Amine Doghmane 181 kg | Maamar Boudani 181 kg                | Mohamed Eshtiwi 175 kg             |       |       |
| Total       | Mohamed Amine Doghmane 339 kg | Mohamed Eshtiwi 327 kg               | Maamar Boudani 323 kg              |       |       |
| 105 kg      |                               |                                      |                                    |       |       |
| Arraché     | Mouez Hanachi 150 kg          | Shtewi Mourad 140 kg                 | Abdelhamid Mimoune 140 kg          |       |       |
| Épaulé-jeté | Abdelhamid Mimoune 170 kg     | Ferdinand Ngongang Tantchou 160 kg   | Shtewi Mourad 160 kg               |       |       |
| Total       | Abdelhamid Mimoune 310 kg     | Shtewi Mourad 300 kg                 | Ferdinand Ngongang Tantchou 280 kg |       |       |
| +105 kg     |                               |                                      |                                    |       |       |
| Arraché     | Frédéric Fokejou Tefot 150 kg | William Ainslie 130 kg               | Ibrahim Ehmeda Elanani 110 kg      |       |       |
| Épaulé-jeté | Frédéric Fokejou Tefot 190 kg | William Ainslie 150 kg               | Ibrahim Ehmeda Elanani 130 kg      |       |       |
| Total       | Frédéric Fokejou Tefot 340 kg | William Ainslie 280 kg               | Ibrahim Ehmeda Elanani 240 kg      |       |       |

### Femmes
| Catégorie   | Or                               | Argent                           | Bronze                          |       |       |
| 48 kg       | 48 kg                            | 48 kg                            | 48 kg                           | 48 kg | 48 kg |
| ----------- | -------------------------------- | -------------------------------- | ------------------------------- | ----- | ----- |
| Arraché     | Portia Charmaine Vries 68 kg     | Katsia Thélémaque 65 kg          | Kenza Filali 64 kg              |       |       |
| Épaulé-jeté | Portia Charmaine Vries 94 kg     | Katsia Thélémaque 80 kg          | Kenza Filali 79 kg              |       |       |
| Total       | Portia Charmaine Vries 162 kg    | Katsia Thélémaque 145 kg         | Kenza Filali 143 kg             |       |       |
| 53 kg       |                                  |                                  |                                 |       |       |
| Arraché     | Soumaya Fatnassi 75 kg           | Assia Kadihaya 63 kg             | Juliette Malvina 60 kg          |       |       |
| Épaulé-jeté | Soumaya Fatnassi 95 kg           | Assia Kadihaya 80 kg             | Juliette Malvina 75 kg          |       |       |
| Total       | Soumaya Fatnassi 170 kg          | Assia Kadihaya 143 kg            | Juliette Malvina 135 kg         |       |       |
| 58 kg       |                                  |                                  |                                 |       |       |
| Arraché     | Nadia Hosni 78 kg                | Pilar Bakam Tzuche 76 kg         | Mona Pretorius 73 kg            |       |       |
| Épaulé-jeté | Nadia Hosni 106 kg               | Pilar Bakam Tzuche 95 kg         | Mona Pretorius 95 kg            |       |       |
| Total       | Nadia Hosni 184 kg               | Pilar Bakam Tzuche 171 kg        | Mona Pretorius 168 kg           |       |       |
| 63 kg       |                                  |                                  |                                 |       |       |
| Arraché     | Hanene Ourfelli 85 kg            | Hortense Nguidjol Essesse 80 kg  | Joyce Épie Osoungu Ndoua 73 kg  |       |       |
| Épaulé-jeté | Hortense Nguidjol Essesse 100 kg | Hanene Ourfelli 100 kg           | Matshidiso Hazel Masiu 91 kg    |       |       |
| Total       | Hanene Ourfelli 185 kg           | Hortense Nguidjol Essesse 180 kg | Joyce Épie Osoungu Ndoua 158 kg |       |       |
| 69 kg       |                                  |                                  |                                 |       |       |
| Arraché     | Janet Georges 95 kg              | Meriem Saadaoui 75 kg            | Wafa Ammouri 70 kg              |       |       |
| Épaulé-jeté | Janet Georges 111 kg             | Marie-Josèphe Fegue 110 kg       | Meriem Saadaoui 102 kg          |       |       |
| Total       | Janet Georges 206 kg             | Meriem Saadaoui 177 kg           | Wafa Ammouri 160 kg             |       |       |
| 75 kg       |                                  |                                  |                                 |       |       |
| Arraché     | Madias Nzesso 96 kg              | Asma Razgui 93 kg                | -                               |       |       |
| Épaulé-jeté | Madias Nzesso 120 kg             | Asma Razgui 115 kg               | Babalwa Ndleleni 113 kg         |       |       |
| Total       | Madias Nzesso 216 kg             | Asma Razgui 208 kg               | -                               |       |       |
| +75 kg      |                                  |                                  |                                 |       |       |
| Arraché     | Marwa Jlassi 90 kg               | Touria Kandouci 65 kg            | -                               |       |       |
| Épaulé-jeté | Marwa Jlassi 115 kg              | Touria Kandouci 100 kg           | -                               |       |       |
| Total       | Marwa Jlassi 205 kg              | Touria Kandouci 165 kg           | -                               |       |       |